# National Bank of Pakistan

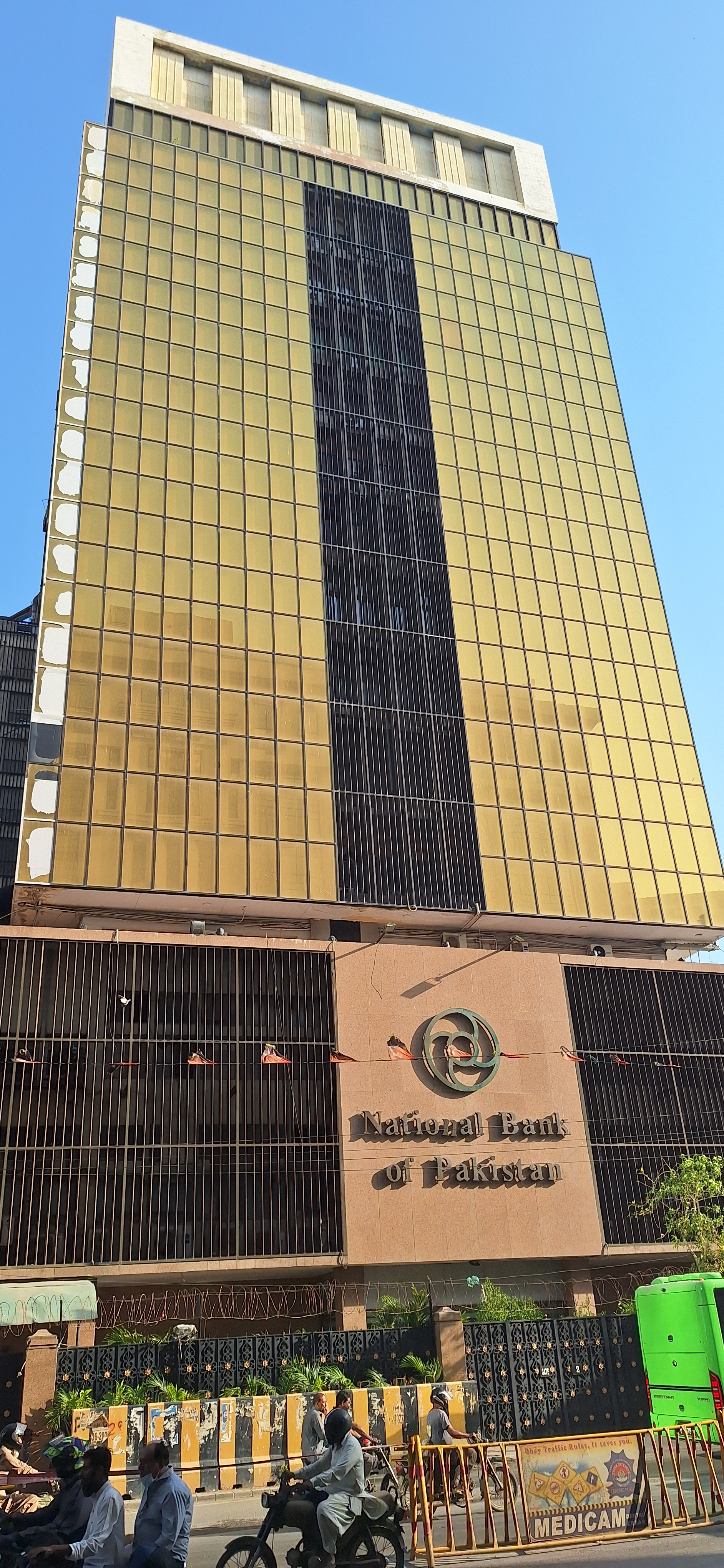
Hauptsitz der NBP in Pakistan

Die National Bank of Pakistan (NBP) ist eine pakistanische Bank, die eine Tochtergesellschaft der State Bank of Pakistan ist. Ihr Hauptsitz befindet sich in Karatschi, Pakistan. Im Dezember 2022 verfügte sie über knapp 1.500 Filialen in ganz Pakistan sowie über verschiedene Auslandsstandorte.
Die Bank bietet verschiedene Bankdienstleistungen für den privaten und öffentlichen Sektor an, darunter Investmentbankings für Unternehmen, Kreditfinanzierung, Retail Banking, Agrarfinanzierung und andere Finanzdienstleistungen. Im Jahr 2020 wurde die Bank von der pakistanischen Staatsbank als inländische systemrelevante Bank (D-SIB) eingestuft. Die NBP bediente 2023 über neun Millionen Kunden.

## Geschichte
Die National Bank of Pakistan (NBP) wurde 1949 auf der Grundlage der National Bank of Pakistan Ordinance als Bank in Staatsbesitz gegründet. Die Intention war dabei eine nationale Entwicklungsbank zu schaffen, welche die wirtschaftliche und finanzielle Entwicklung des Landes nach der Unabhängigkeit unterstützen würde. Zunächst fungierte die NBP als Vertreterin der Zentralbank in Gebieten, in denen die State Bank of Pakistan keine Zweigstellen unterhielt, und verwaltete die Staatskasse. Schon in den 1950er Jahren expandierte die Bank international und eröffnete Standorte in Dschidda (1950), London (1953) und Bagdad (1957).
1998 wurde die Bank Teil des weltweiten Netzwerks SWIFT und in den 1990er Jahren wurden eine Reihe von weiteren modernisierenden Reformen durchgeführt, nachdem das pakistanische Bankenwesen in den 1970er Jahren verstaatlicht worden war. 2001 wurden die Aktien der Bank im Rahmen einer Teilprivatisierung an der Börse gelistet. Die State Bank of Pakistan behielt allerdings die Kontrolle über drei Viertel der Anteile an der NBP.

## Auslandsstandorte
Die National Bank of Pakistan betreibt insgesamt 21 Auslandsstandorte in Afghanistan, Aserbaidschan, Bahrain, Bangladesch, China, Deutschland, Frankreich, Hongkong, Japan, Kasachstan, Kirgisistan, Saudi-Arabien, Südkorea, Turkmenistan, Vereinigte Staaten und Turkmenistan. Im Vereinigten Königreich besitzt die NBP Anteile an der United National Bank.
Ihren Standort in Deutschland hat die NBP in Frankfurt am Main.

## Sonstiges
Die National Bank of Pakistan besitzt eigene Teams in den Sportarten Cricket und Hockey. Der eigene Fußballverein NBP FC spielte in der Pakistan Premier League, bevor er 2021 aufgelöst wurde.
2016 eröffnete die NBP auf dem Kunjirap-Pass in Gilgit-Baltistan einen solarbetriebenen Bankautomaten in einer Höhe von knapp 4700 Metern. Er stellte den Rekord als höchstgelegener Bankautomat weltweit auf.

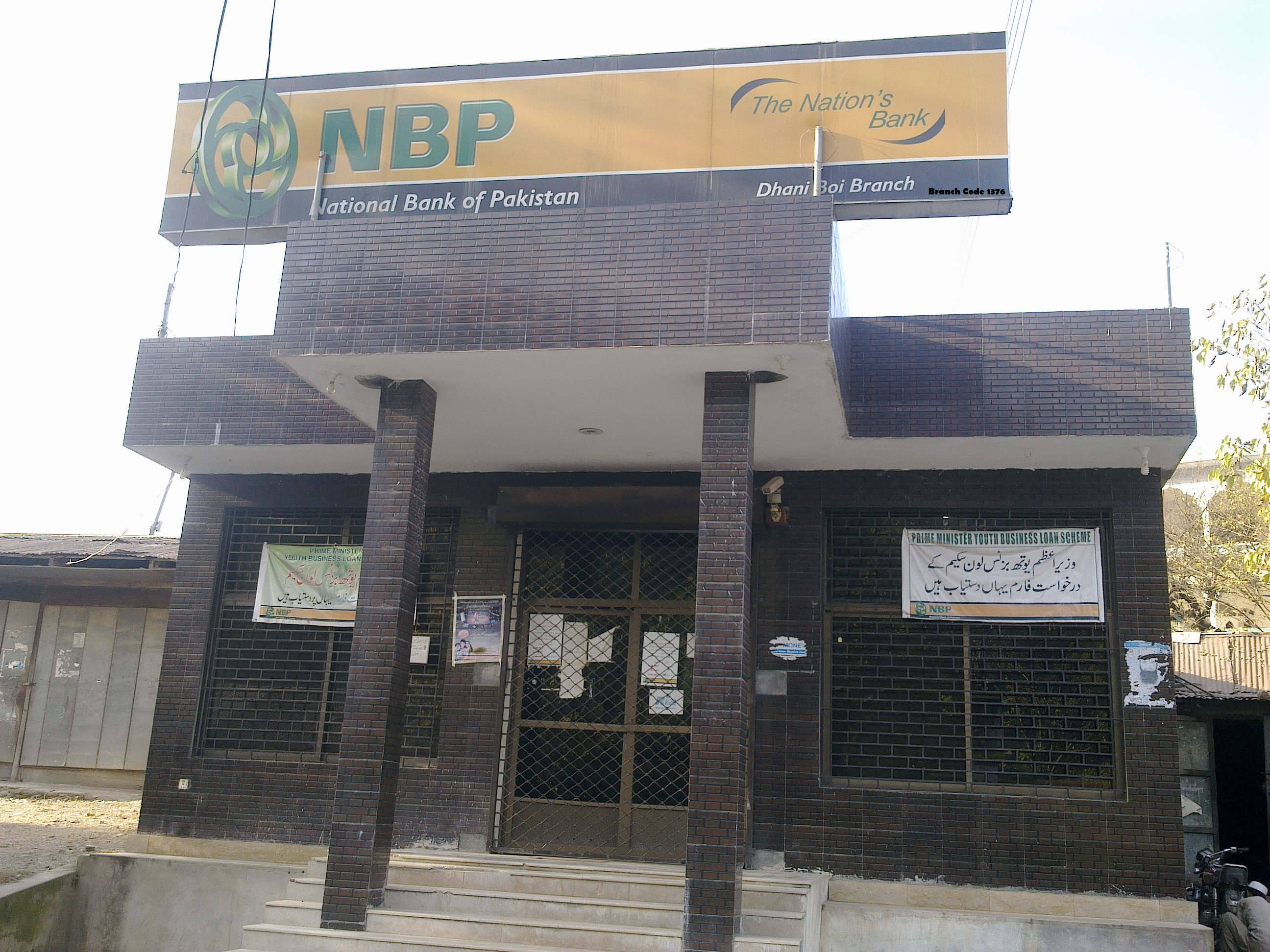
Filiale in Abbottabad
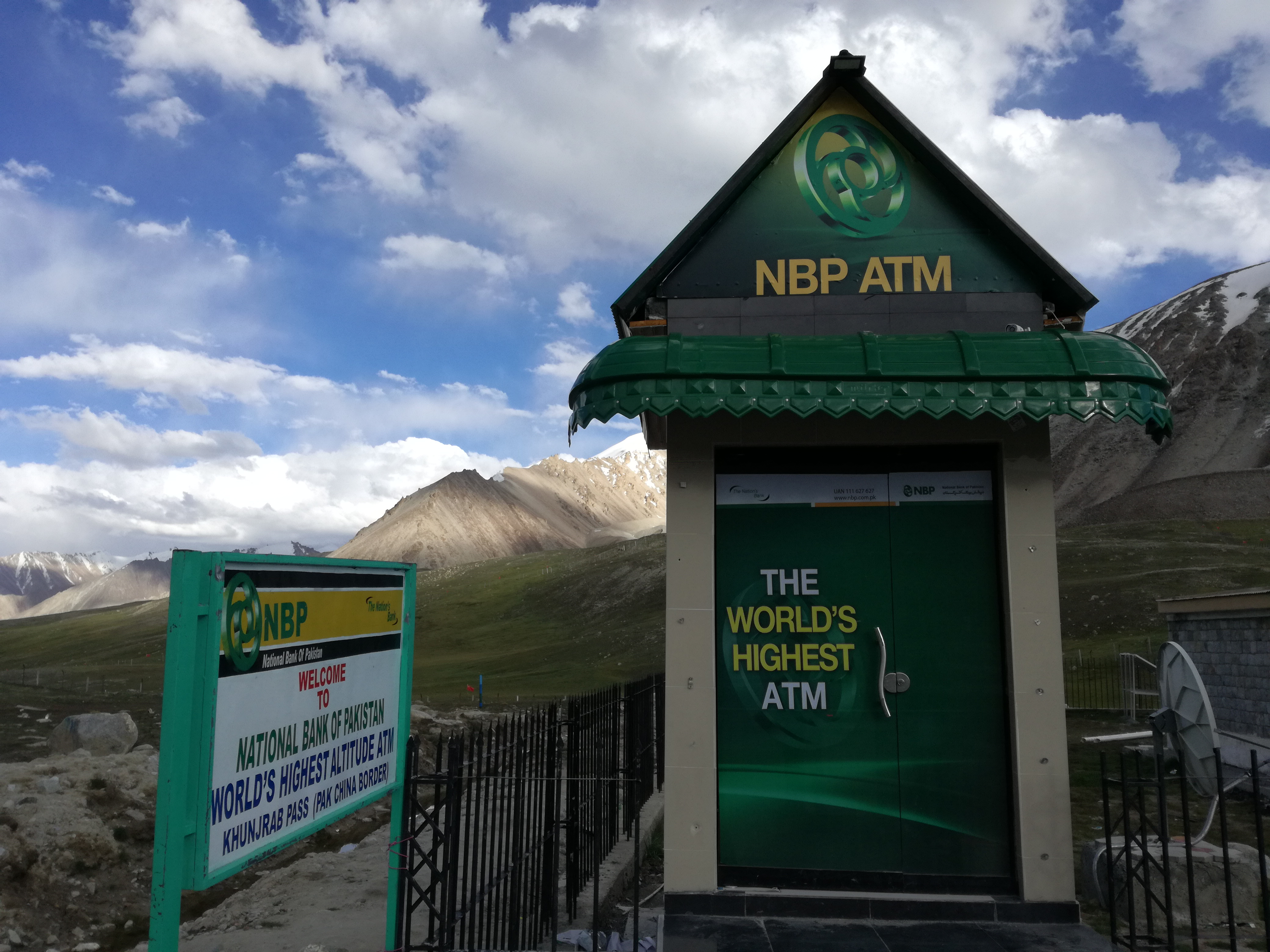
Höchstgelegener Bankautomat in Gilgit-Baltistan